# Кордула (свята)
Кордула (нім. Cordula, також Kordula; 22 жовтня 383) — ім'я діви, мучениці та святої католицької церкви. 

## Переказ
Кордула належить до однієї з дів (за легендою їх було до одинадцяти тисяч), яка приїхала на кораблі з Англії зі святою Урсулою і зазнала мученицької смерті в Кельні. Коли гуни наблизилися, Кордула залишилася у нижній каюті корабля і врятувалася від розправи. Наступного ранку вона добровільно пішла до табору вбивць, щоб не ухилитися від мучеництва. Вона також була вбита гунами. 

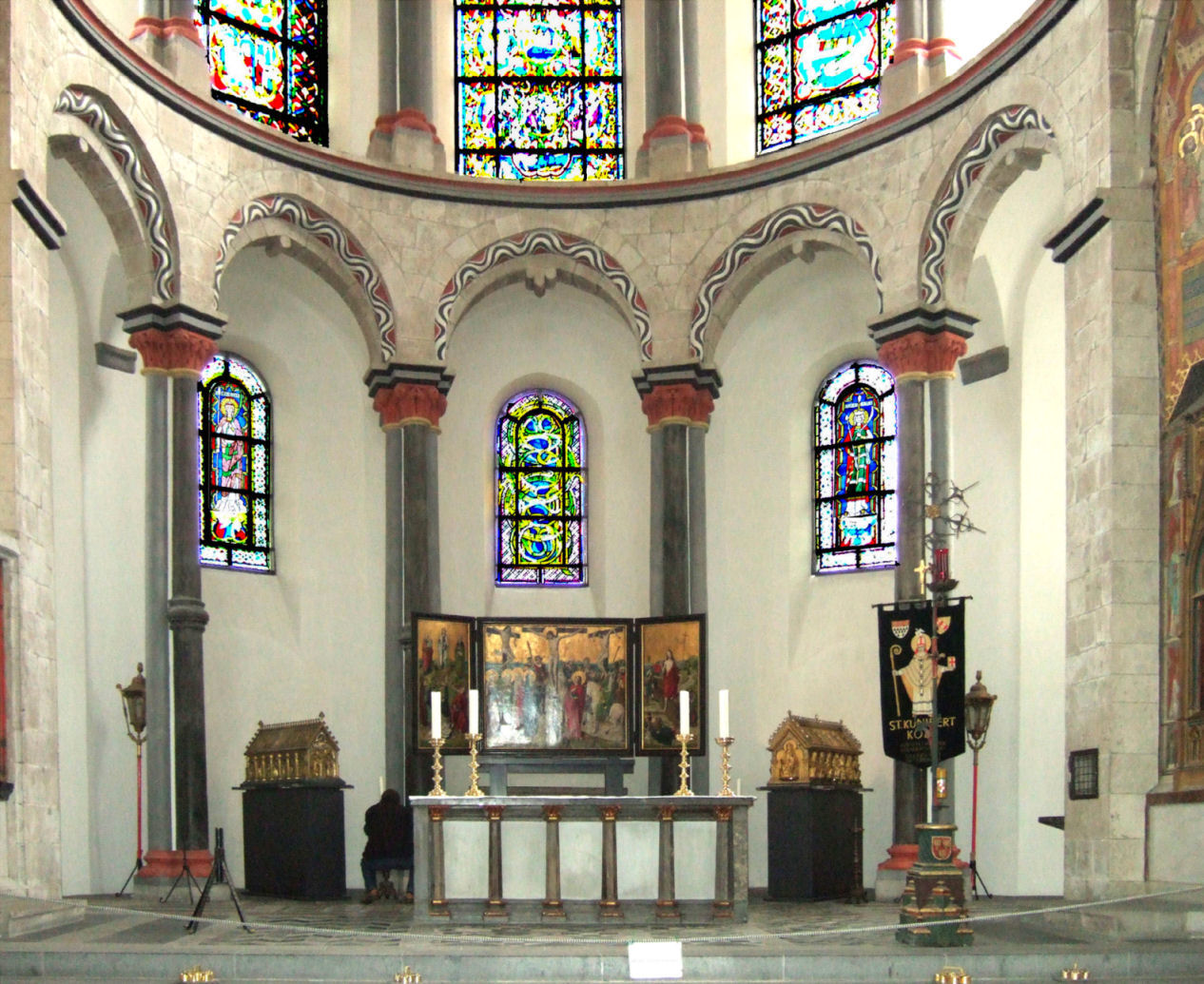
Церква св. Куніберта в Кельні

Ім'я Кордула імовірно походить від латинського слова cor, cordis (що означає серце, мужність), і може означати «хоробра» або «відважна». Але воно також може походити від грецького слова kora або kóre, що означає щось на кшталт «дівчина» чи «дівоцтво». 
Найдавніше відоме зображення св. Кордули знаходиться на апсидному вікні 1220 року в церкві св. Куніберта в Кельні. Кордула зображена у довгому вбранні з мантією. У правій руці вона тримає коп, а в лівій — мученицьку пальму. Кордула стоїть на кораблі; чоловік і жінка благально підносять до неї руки. На голові святої — вінок, символ дівоцтва. Її часто зображують із короною для позначення її королівського походження та атрибуту мучеництва. Кордула — покровителька моряків, паломників та мандрівників. 
Кості святої Кордули потрапили до церкви Святого Йоанна в Кельні, де вони були піднесені до мощей ученим та єпископом Альбертом Великим у 1278 році. Після секуляризації вони були перенесені до Кенігсвітера та Ріміні. Також у скарбниці собору Оснабрюка знаходиться святиня Кордули. Святиня Кордули з собору в Камміні (нині Камень-Поморський) пропала з часів Другої світової війни. 
День спомину св. Кордули — 22 жовтня. 